# Голицький ботанічний заказник
Го́лицький зака́зник — ботанічний заказник загальнодержавного значення в Україні. Розташований між селами Куряни, Демня і Гутисько Тернопільського району Тернопільської області. 
Площа 60 га. Створений відповідно до постанови Ради Міністрів УРСР від 16 грудня 1982 року. Нині він під охороною Тернопільського національного педагогічного університету ім. Володимира Гнатюка. 
Заказник розташований на південних та південно-західних схилах гори Голиця (426 м). Під охороною — територія з лісовими, лучно-степовими, лучними і болотними фітоценозами. На верхній частині гори ростуть дубово-грабові ліси, на схилах — лучно-степова і степова рослинність майже в природному стані. 

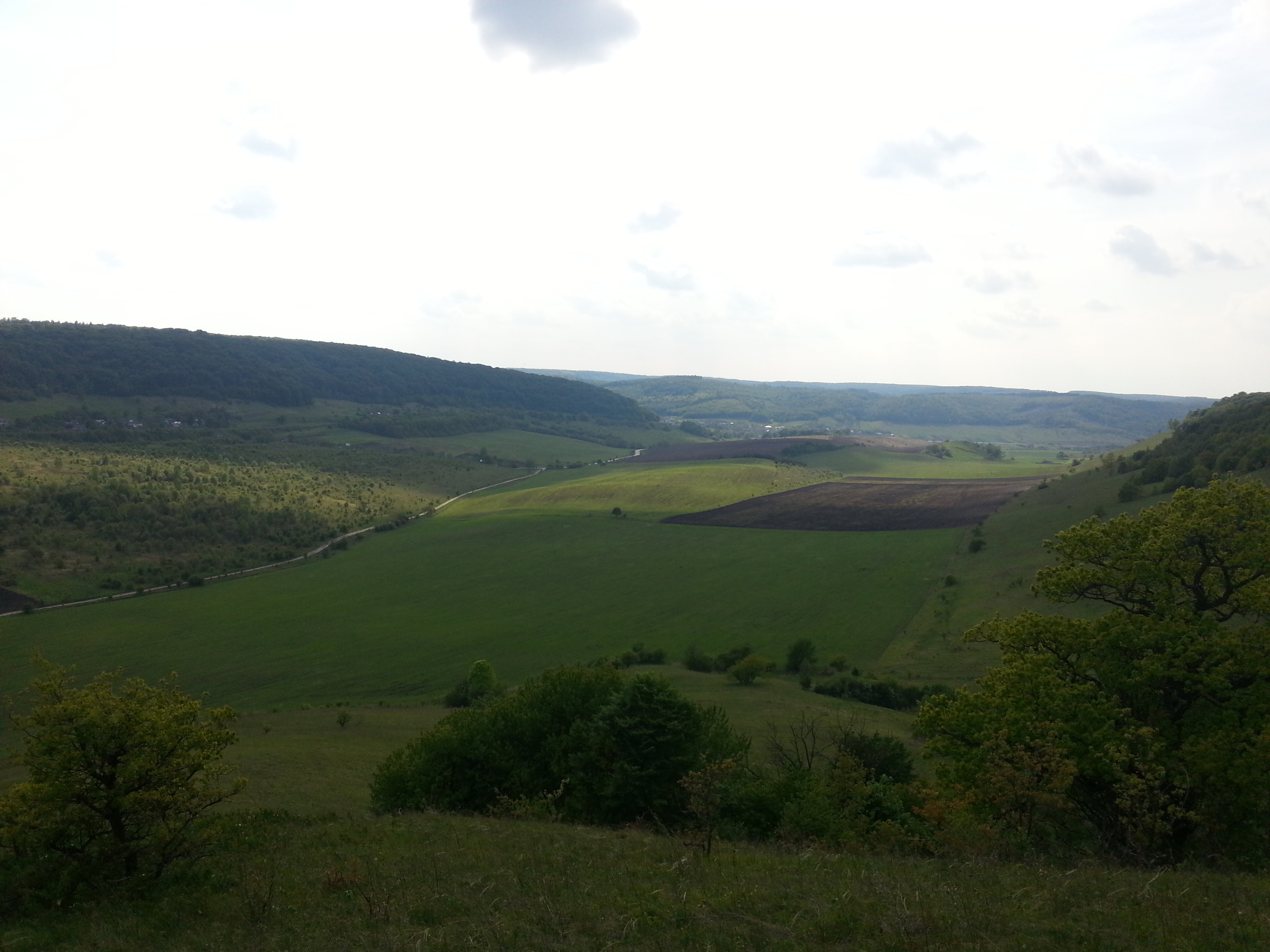

В заказнику зростають понад 270 видів судинних рослин, з них 22 види занесені до Червоної книги України, зокрема анемона розлога, билинець комарниковий, дев'ятисил осотовий і дев'ятисил татарниколистий, вовчі ягоди пахучі, гіпокрепіс чубатий та інші. Також є понад 50 видів регіонально рідкісних і таких, що перебувають на межі зникнення на території області, зокрема в'язіль увінчаний, воловик Барельє, волошка тернопільська, горицвіт весняний, конюшина блідо-жовта, кадило сарматське та інші.

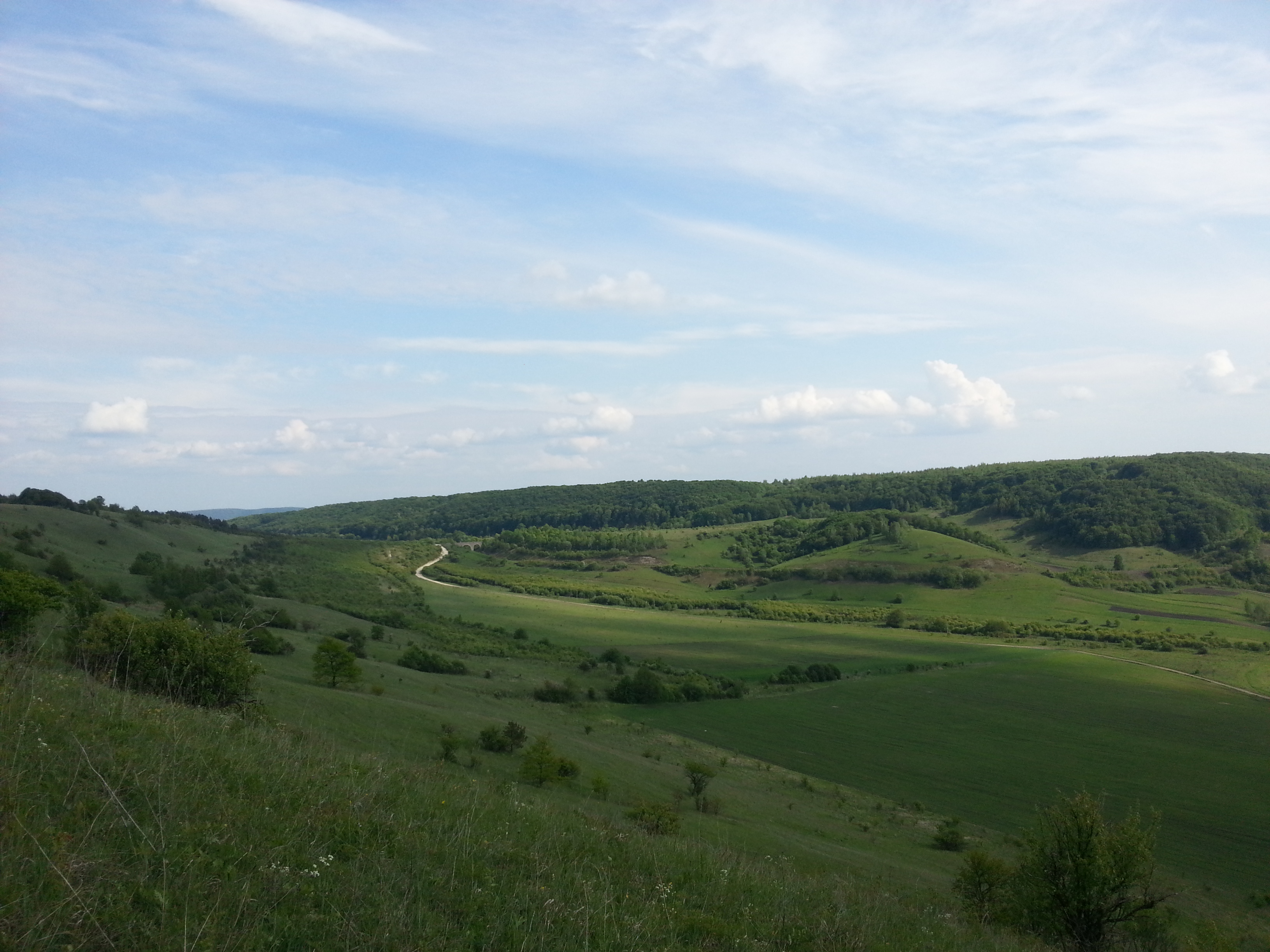
Вид з Голицького заказника